# 周蘭
周 蘭（しゅう らん、生没年不詳）は、楚漢戦争時代の楚の武将。項梁・項羽に仕えた。

## 生涯
紀元前209年に項梁（項羽の叔父）が会稽で挙兵したときから従った。紀元前204年に項羽は滎陽を包囲したが、隙を見て逃亡した劉邦を追撃して成皋を包囲する際に将として従軍した。
紀元前203年に項羽は、陳留・外黄・睢陽を攻略して、これを占領した際に韓信が斉王の田広を追い詰めて、これを平定したと聞くと龍且に命じて20万人の軍勢を率いさせた。
そのときに周蘭も龍且の亜将（副将）として、従軍した。韓信は濰水で、龍且・周蘭を迎え撃った。冬11月のことだった。龍且の説客には持久戦を提言する者もいたが、龍且は韓信のことを「股夫」と侮ってこれを聴きいれなかった。
冬季だっために河川の流れが緩やかだったが、実は韓信は川の水を上流で堰止めしており、龍且と周蘭が総攻撃すると、韓信は堰止めした川の堤防の縄を切り楚の軍勢を激しい濁流が呑みこんだ。龍且と周蘭は辛うじて避けたが、龍且は韓信の軍勢に討ち取られてしまい、周蘭は灌嬰に追撃されて生け捕られた（『史記』曹相国世家では曹参の武功とする）。
後に周蘭は脱走して、苦・譙まで逃れて軍勢を立ち直させたが、まもなく韓信の命を受けた灌嬰の討伐を受けて、周蘭は再び灌嬰に生け捕られた。その後の動向は不明である。

## 軍談での周蘭
明代以降の軍談においては、桓楚とともに最後まで項羽に付き従う武将として描かれている。垓下の戦いの場面では、帳下の将として項羽と虞美人の傍らで同情の涙を流す。項羽二十八騎の一員として、主君の烏江退避への路を開いて漢軍と交戦し、桓楚とともに戦死した。

## 参照
- 『史記』巻7 項羽本紀、巻92 淮陰侯列伝、巻95 樊酈滕灌列伝 灌嬰。
- 明・甄偉『西漢通俗演義』 第83~84回。